# Tom Van Den Bosch
Tom Van Den Bosch (* 6. Mai 1985 in Rumst) ist ein belgischer Cyclocrossfahrer.
Tom Van Den Bosch wurde 2003 belgischer Vizemeister in der Juniorenklasse. Ab 2006 fuhr er für das Continental Team Palmans Collstrop. Bei der Universitäts-Weltmeisterschaft 2006 in Herentals gewann er die Bronzemedaille und bei den Weltmeisterschaften 2007 wurde er 15. in der U23-Klasse. In der Cyclocross-Saison 2008/2009 wurde Van Den Bosch in Luxemburg Zweiter beim Grand Prix de la Commune de Contern und Dritter beim Grand Prix Julien Cajot in Leudelingen.
Sein Vater André Van Den Bosch war ebenfalls ein Radrennfahrer.

## Erfolge
2009/2010
- Internationales Radquer Steinmaur, Steinmaur
- Grand Prix Julien Cajot, Leudelingen

2010/2011
- Ciclocross International Ciudad de Valencia, Valencia

2011/2012
- Charm City Cross 2, Baltimore

## Teams
- 2006 Palmans Collstrop
- 2007 Palmans-Cras
- 2008 Palmans-Cras (bis 15.09.)
- 2009 Rendement Hypo Cyclingteam VZW
- 2010 AA Drink Cycling Team
- 2011 AA Drink Cycling Team